# Steinau
Steinau község Németországban, Alsó-Szászországban, a Cuxhaveni járásban. 

## Fekvése
Cuxhaven mellett, az Alsó-Elba régióban, az Elba és az Északi-tenger torkolatának közelében; alig 1 méter tengerszint feletti magasságban fekvő település.

## Történelem
Nevét 1370-ben említették először Steinau néven.
A mintegy 900 lakosú Steinauhoz kilenc település tartozik: Altbrachenbruch, Glind, Höring, Mittelalter, Mühedeich, Norderende, Norderwesterseite, Süderende és Süderwesterseite.

## Itt született személyek
- Georg Rieper (1909-1982) – német vállalkozó és feltaláló
- Gustav Stille (1845-1920) – német orvos és író

## Galéria

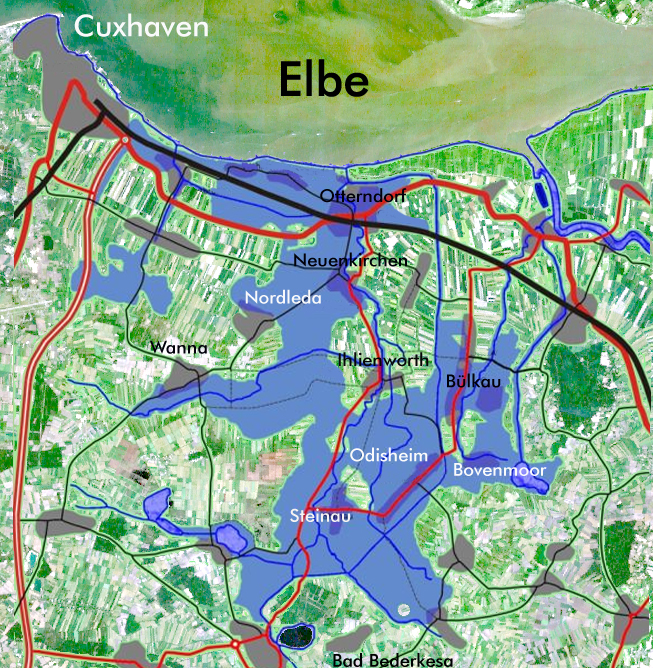
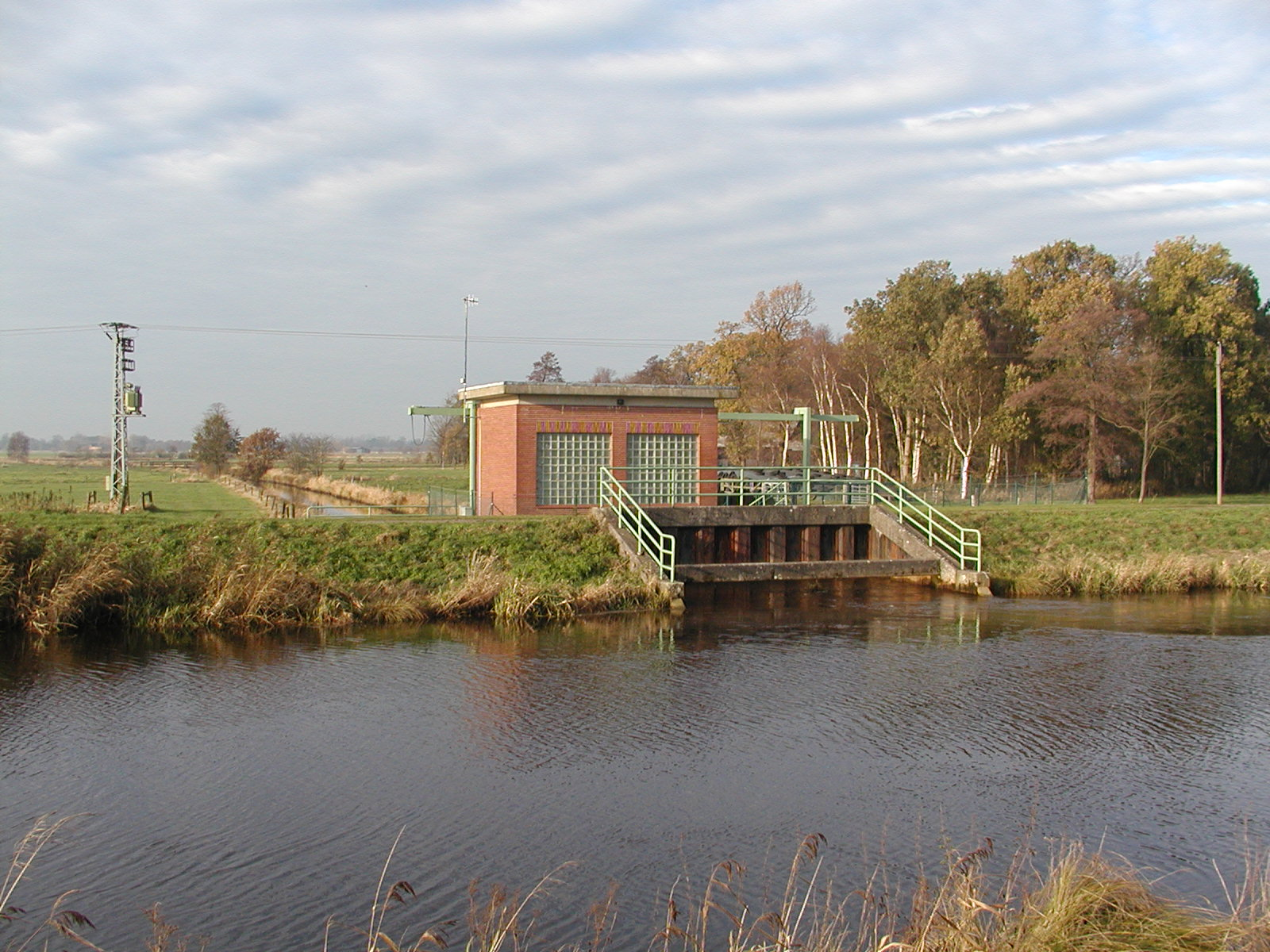
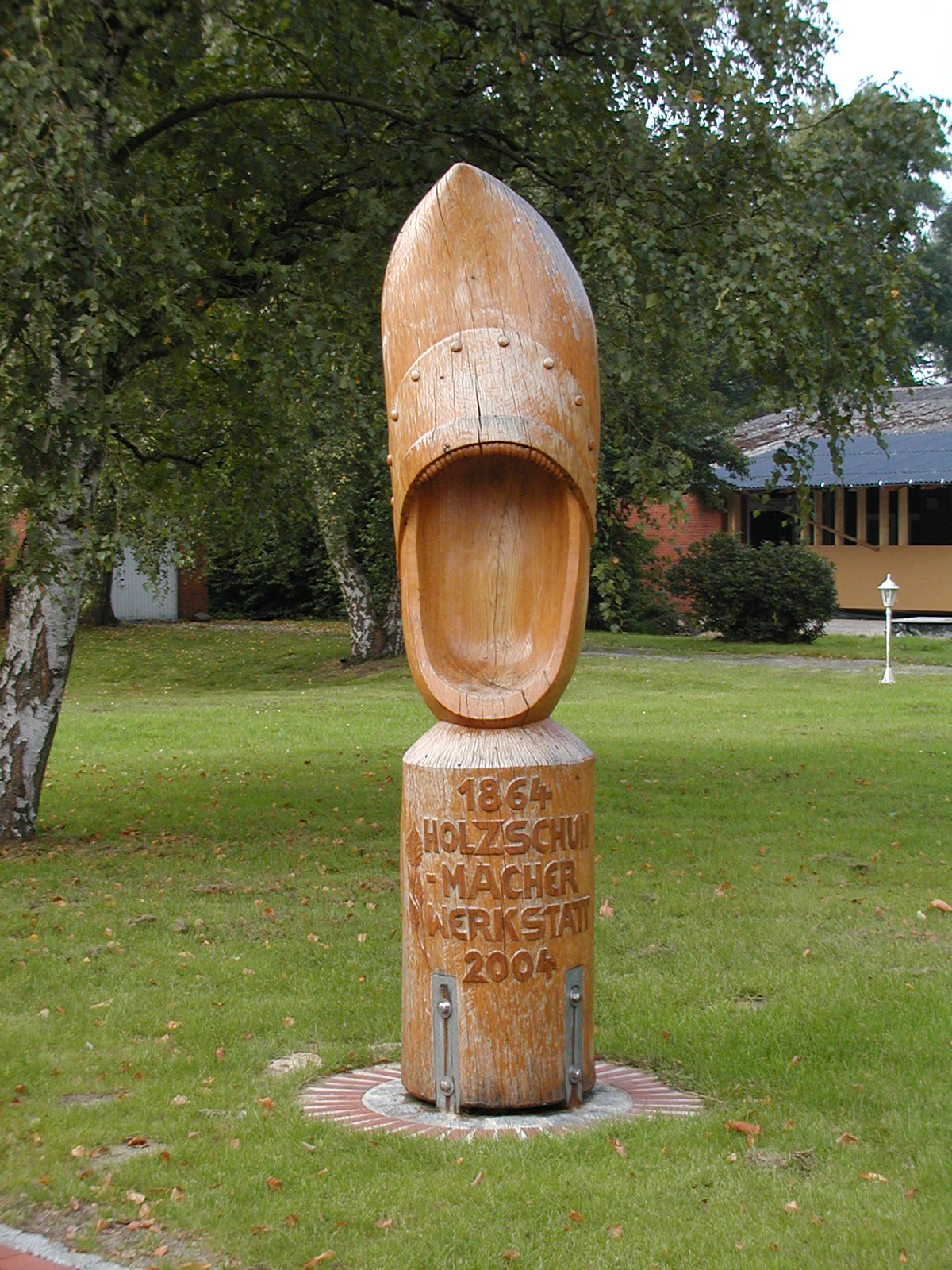
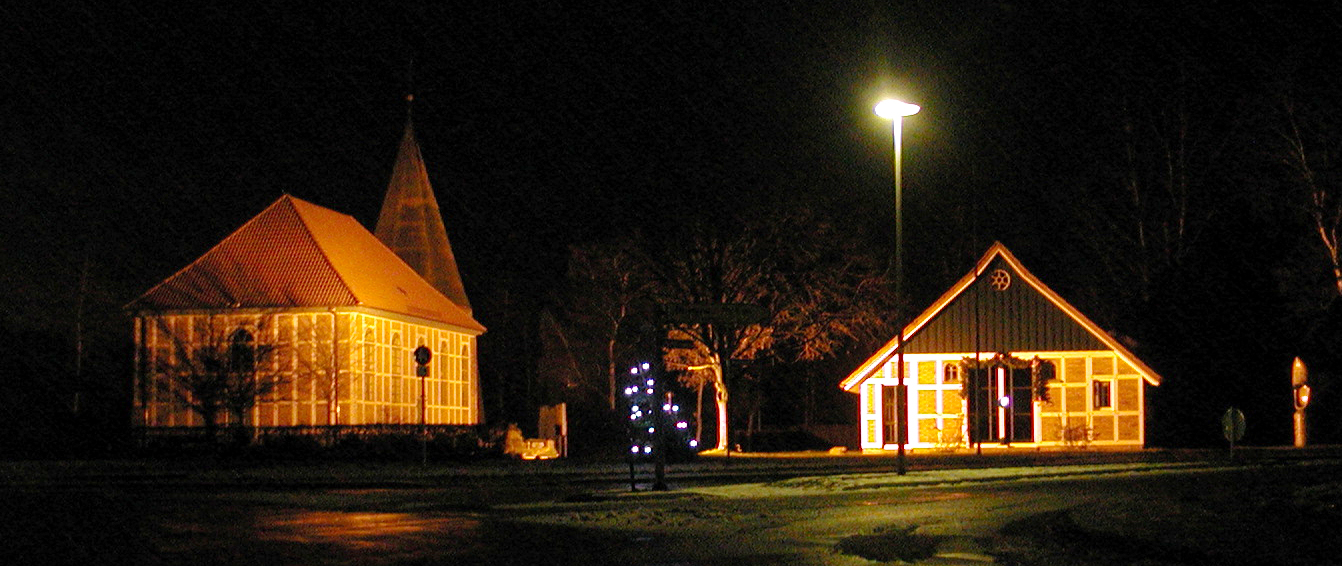

## Testvértelepülések
- Ács,  Magyarország